# 雙子宮
雙子宮（拉丁语：Gemini）是占星术黃道十二宮之第三宮，指的是出生日期為小滿後至夏至前，約為每年5/21~6/21；天文學對應的星座是雙子座，代表雙生兒。雙子宫的附庸星（也門占星學）為金星，代表金星的軌道以平均1億800萬公里（0.72天文單位）距離繞著太陽，每224.65地球日公轉一周，也代表金星的自轉方向不僅是順時針的（稱為逆行自轉），金星還需243地球日自轉（是所有行星中轉得最慢的）。而在密宗占星學中，雙子宫的神秘守護星為金星（在也門占星學中屬於歸附），層次守護星為地球。

## 符號及象徵
雙子宮的符號為♊，代表羅馬數字「二」，守護星為最接近太陽、公轉速度最快的水星，代表金屬為青銅，代表色為藍色，代表職業為獵人，亦代表人的雙手及童年時期。此外，北交點、穀神星在雙子宮擢升。
雙子宮與天秤宮及水瓶宮都屬於占星學中依照時期認為構成宇宙的四元素說的四分類法中的氣象星座，意象為疾風；占星學中三分類法，本位、固定、變動中的變動星座；是占星學中二分類法，陽、陰中的陽性星座。

### 符號編碼
雙子宮符號編碼記載於雜項符號。
- U+264A ♊ GEMINI